# Zaplotnik
Zaplotnik je priimek več znanih Slovencev: 
- Ciril Zalpotnik, zadnji nosilec Štafete mladosti leta 1982
- Cveto Zaplotnik (*1957), novinar, urednik (Gorenjski glas)
- Dizma Zaplotnik (1755—1793), redovnik in zapisovalec ljudskih pesmi
- Jakob Zaplotnik, kamnosek (ok. 1884)
- Janez Zaplotnik - Palovčan (1864—1944), čevljarski mojster v Tržiču
- Janez Zaplotnik (1901—1972), agronom, žlahtnitelj
- John Zaplotnik (1883—1978), duhovnik in življenjepisec
- Nejc Zaplotnik (1952—1983), alpinist
- Rade Zaplotnik, prevajalec bratov Grimm, srbski dobrovoljec (konec 19. stol.)
- Žiga Zaplotnik, meteorolog, predsednik podnebnega sveta RS